# Scary Monsters and Nice Sprites
Scary Monsters and Nice Sprites – drugi minialbum amerykańskiego muzyka Skrillexa, wydany 22 października 2010 roku przez Big Beat Records. Album stał się komercyjnym sukcesem, otrzymując pozytywne recenzje od krytyków i wygrywając dwie nagrody Grammy. Tytuł albumu nawiązuje do albumu Davida Bowiego: Scary Monsters (and Super Creeps).

## Lista utworów
1. "Rock N' Roll (Will Take You to the Mountain)" - 4:44
2. "Scary Monsters and Nice Sprites" - 4:03
3. "Kill EVERYBODY - 4:58
4. "All I Ask of You" (feat. Penny) - 5:40
5. "Scatta" (feat. Foreign Beggars & Bare Noize) - 3:55
6. "With You, Friends (Long Drive)" - 6:29
7. "Scary Monsters and Nice Sprites" (Noisia Remix) - 3:24
8. "Scary Monsters and Nice Sprites" (Zedd Remix) - 5:59
9. "Kill EVERYBODY" (Bare Noize Remix) - 4:41

Deluxe Tour Edition
1. "WEEKENDS!!!" (feat. Sirah) - 4:45
2. "WEEKENDS!!!" (Zedd Remix) (feat. Sirah) - 5:23